# Studienkreis Deutscher Widerstand 1933–1945
Der Studienkreis Deutscher Widerstand 1933–1945 und das zu ihm gehörige Dokumentationsarchiv widmen sich der Wahrnehmung und Erforschung sowie dem Erhalt von Dokumenten des Widerstands gegen den Nationalsozialismus. Der Studienkreis ist ein gemeinnütziger Verein. Er erhält finanzielle Unterstützung durch Mitgliedsbeiträge, Spenden und die Förderung der Stadt Frankfurt am Main. Seit März 2022 ist er zudem Träger der Gedenk- und Bildungsstätte "Geschichtsort Adlerwerke: Fabrik, Zwangsarbeit, Konzentrationslager". Seit 2005 ist Thomas Altmeyer wissenschaftlicher Leiter des Studienkreises.

## Geschichte
1967 gründeten ehemalige Verfolgte, Widerstandskämpfer gegen den Nationalsozialismus und Wissenschaftler in Frankfurt am Main den Studienkreis Deutscher Widerstand 1933–1945. Anlass der Gründung war die verzerrende Darstellung des deutschen Widerstandes gegen die NS-Diktatur, wie sie in der Bundesrepublik Deutschland in den 1950er und 1960er Jahren vorherrschte. Der Widerstand wurde zu dieser Zeit fast immer auf den militärischen reduziert. Wissenschaftler, Pädagogen sowie Überlebende und Opfer der nationalsozialistischen Herrschaft und ehemalige Aktive des Widerstandes wollten den Widerstand der Arbeiterbewegung, von Kommunisten und Sozialisten, deutlicher in der Öffentlichkeit gewürdigt wissen. Die Gründungsmitglieder waren Wolfgang Abendroth, Wolfgang Fabian, Heinz-Joachim Heydorn, Wolfgang Klafki, Arno Klönne, Edgar Weick, Oskar Müller, Martin Niemöller, Max Oppenheimer, Joseph Cornelius Rossaint, Robert Scholl und Günter Weisenborn. In den Anfangsjahren des Studienkreises fokussierte man die Arbeit auf den Widerstand aus der Arbeiterbewegung, der in der BRD weitgehend ignoriert und wenig erforscht worden war.
1971 wurde die erste Wanderausstellung mit dem Thema „Antifaschistischer Widerstand 1933–1945“ in der Frankfurter Paulskirche eröffnet. Seit Mitte der 1980er Jahre fokussierte der Studienkreis auch auf ebenso wenig beachteten Gruppen des Widerstands, wie z. B. von Frauen, Juden oder Zeugen Jehovas. Einen weiteren wichtigen thematischen Schwerpunkt bildet die Erforschung von regionalem Widerstand. Die „Heimatgeschichtlichen Wegweiser zu Stätten des Widerstands und der Verfolgung 1933–1945“ sind eine Publikationsreihe, die großen Einfluss auf die regionale Beschäftigung mit den Spuren von Widerstand und Verfolgung während der NS-Diktatur hatte. Auf die europäische Perspektive erweitert wurde diese Arbeit durch die Website www.gedenkorte-europa.eu/.
Das fortwährende Auswerten von Quellen und das Durchleuchten von Nachlässen bringt nach wie vor neue Blickwinkel auf den Widerstand gegen den Nationalsozialismus hervor und ergänzen die bereits publizierten Forschungen. Die Aufarbeitung dieser Nachlässe und Quellen stellt, neben den vom Studienkreis konzipierten Ausstellungen und der Herausgabe der Zeitschrift „informationen“, eine wichtige Aufgabe dar. Die Dokumente – Briefe, schriftliche Nachlässe, Bücher, Fotografien oder Tonaufnahmen – werden im Dokumentationsarchiv erhalten.
Für die politische Bildungsarbeit bei der Polizei erarbeitete der Studienkreis 2022/23 die Ausstellung „Handlungsspielräume – Frankfurter Polizeibeamte im Nationalsozialismus“. Sie soll Chancen für die kritische Reflexion der Rolle der Polizei als Institution und die Bedeutung der individuellen Haltung der Einzelnen eröffnen.
2023 kam es über diese Ausstellung zu einer teilweise öffentlich geführten Kontroverse. Einige Mitglieder, darunter zwei Vorstandsmitglieder, verließen den Verein. Das Mitglied Benjamin Ortmeyer und der AStA der Uni Frankfurt am Main warfen dem Verein vor, die Polizei im NS nicht als verbrecherische Organisation darzustellen. Das Konzept der Ausstellung, die Ambiguität des Handels einiger Polizisten während der NS-Diktatur als Gegenstand für historisch-politische Bildung zu nutzen, wurde von den Kritikern abgelehnt. Der Vorstand des Vereins wies die in den Kritiken geäußerte Unterstellungen einer fehlenden Benennung der Verbrechen der Polizei zwischen 1933 und 1945 zurück. Die Mitgliederversammlung des Studienkreises Deutscher Widerstand wird 2025 beraten und beschließen, ob und gegebenenfalls wie die Ausstellung künftig öffentlich gezeigt werden soll.
Die jüngste Wanderausstellung „>Ich wusste, was ich tat.< Früher Widerstand gegen den Nationalsozialismus“ stellt sozialistische, kommunistische und anarchistische Anstrengungen für die Überwindung der autoritären Herrschaft zur Zeit der Weimarer Republik vor. Ihr Ziel ist es, Bewusstsein für die Traditionen einer Politik zu schaffen, die an sozialer Gerechtigkeit und Menschenrechten orientierten orientiert ist.

## Schwerpunkte der Forschungs- und Dokumentationstätigkeit

### Dokumentationsarchiv
Im Jahre 1977 wurde das Dokumentationsarchiv des deutschen Widerstandes in der Rossertstraße 9 in Frankfurt am Main gegründet. Die seit der Gründung immer wieder erweiterte Sammlung von Büchern und Dokumenten in Bibliothek und Archiv umfasst etwa 40.000 Dokumente und Medien. Das Dokumentationsarchiv bietet eine Anlaufstelle für Wissenschaftler, Schüler, Studierende und Interessenten der Zeitgeschichte. Die thematischen Schwerpunkte des Archivs liegen beim antifaschistischen Widerstand, der NS-Verfolgung, dem Lagersystem sowie der verschiedenen Gruppen von Opfern des NS-Regimes.
Einen Beitrag zur Erforschung der NS-Zeit leisten die Entschädigungsakten. 985 dieser Entschädigungsakten aus dem Bundesland Hessen verfügt der Studienkreis. Diese enthalten Entschädigungsverfahren aus den Jahren 1949–1972 und geben Auskünfte über die Geschichte oder Verfolgung einzelner Personen und ihrer Entschädigungsforderung nach dem Krieg. Eine weitere Besonderheit ist die nahezu vollständig erhaltene Kartei der Süddeutschen Ärzte- und Sanitätshilfe der Centrale Sanitaire Suisse (CSS). Politisch, religiös oder rassisch Verfolgte des NS-Regimes und ihre Angehörigen wurden durch diese Organisation nach 1945 betreut.
Das Dokumentationsarchiv besitzt etliche Gegenstände aus Widerstand und Verfolgung. So finden sich beispielsweise Handarbeiten aus den Konzentrationslagern Moringen, Lichtenburg und Ravensbrück sowie dem Zuchthaus Waldheim und anderen Haftstätten. Ausweise, KZ-Kleidung und so genannte „Judensterne“ befinden sich ebenfalls in der Sammlung des Archivs.
Von mit dem Widerstand verbundenen Personen finden sich Nachlässe im Besitz des Dokumentationsarchivs. Die Mediothek beinhaltet Fotos, Tondokumente, Videos, DVDs und CDs zur NS-Zeit im Allgemeinen und zum Widerstand. Das zum Dokumentationsarchiv gehörige Bildarchiv umfasst etwa 6000 Bilddokumente. Hierunter befinden sich Porträts von Widerstandskämpfern, Gedenkstätten für die Opfer des Nationalsozialismus sowie Aufnahmen von NS-Verbrechern. Zudem beinhaltet das Bildarchiv eine Sammlung von Aufnahmen aus dem KZ Auschwitz.
Das Tonarchiv umfasst einige Interviews und Zeitzeugenberichte vor allem aus dem Umkreis des politischen Widerstands. Eine Reihe von grundlegenden Schriften der NS-Literatur gehört zum Bestand des Dokumentationsarchivs.

### Bibliothek und Archiv
Die Bibliothek des Vereins enthält Werke, Dokumente und Medien zu den Themenschwerpunkten:
- Kaiserreich und Weimarer Republik – Vorgeschichte des deutschen Faschismus (1871–1933)
- Der deutsche Faschismus (1933–1945)
- Antifaschistischer Widerstand (1933–1945)
- Widerstand und Verfolgung in Literatur, darstellender Kunst, Theater und Film
- Spanischer Bürgerkrieg (1936–1939)
- Bundesrepublik Deutschland
- Faschismus und Widerstand in Unterricht und politischer Bildung
- Nachschlagewerke, Archiv- und Bibliothekskataloge und Bibliographien[11]

In den Beständen der Bibliothek kann im Bibliothekssystem online recherchiert werden.
Das Archiv enthält Dokumente zu den Themen:
- Dokumente des antifaschistischen Widerstands (Flugblätter, Zeitungen, Tarnschriften, Klebe- und Streuzettel, Plakate, Programme, Aufrufe, Gedichte, Zeichnungen, Berichte, Erinnerungen, Interviews)
- Dokumente der Verfolgung (Schutzhaftbefehle, Anklageschriften, Urteile, Prozeßakten, Gestapoberichte, Deportationslisten, NS-Gesetze und Anordnungen)
- Dokumente nach 1945 (Spruchkammerverfahren, Gräberlisten, Unterlagen von Lagergemeinschaften und zur Errichtung von Gedenkstätten und Entschädigungsakten)
- Gegenstände aus Widerstand und Verfolgung (Handarbeiten aus den Frauen-KZ Moringen, Lichtenburg und Ravensbrück, dem Zuchthaus Waldheim und anderen Haftstätten, Ausweise, KZ-Anzüge, Judensterne)
- Fotos (Frauen und Männern des deutschen Widerstandes; antifaschistischen Aktionen und Orten des Widerstandes; Konzentrationslagern und Zuchthäusern; Kriegsgefangenen- und Zwangsarbeiterlagern; Friedhöfen und Gedenkstätten; Auschwitz-Bildarchiv)
- Videos (Filmberichte, Interviews mit Überlebenden)
- Audiokassetten (Interviews mit Überlebenden; z. T. transkribiert)[12]

### Ausstellungen
Zur Vermittlung der Geschichte des Widerstands bieten die Ausstellungen des Studienkreises ein Medium. Die erste Ausstellung – „Antifaschistischer Widerstand 1933–1945“ – wurde im Jahre 1971 in der Frankfurter Paulskirche eröffnet und der Öffentlichkeit präsentiert. Seit 1971 hat der Studienkreis Wanderausstellungen mit wechselnden Themen in Umlauf gebracht, so z. B. 1972 die Ausstellung „Sportler im Widerstand“, 1984 „Schwestern, vergesst uns nicht. Frauen im Konzentrationslager“, 1985 „Hakenkreuze über Gewerkschaftshäusern“, 1988 „Kinder im KZ – Theresienstadt“.
Aktuell bestehen die Wanderausstellungen:
- Es lebe die Freiheit – Junge Menschen gegen den Nationalsozialismus. Mit Beiträgen zu Bruno Tesch, Gertrud Liebig, Hans Gasparitsch, Heinz Gärtner, Wera Jeske, Bernhard Becker, Michael Jovy, Helmut Hirsch, Lorenz Knorr, Hanno Günther, Gerhard Liebold, Walter Klingenbeck, Georgia Taneva, Hildegard Hammermann, Günter Pappenheim, Marianne Cohn, Eugen Herman-Friede, Anton Reinhardt, Robert Limpert
- Kinder im KZ – Theresienstadt – Zeichnungen, Gedichte, Texte
- Nichts war vergeblich. Frauen im Widerstand gegen den Nationalsozialismus[14]
- Handlungsspielräume – Frankfurter Polizeibeamte im Nationalsozialismus[15]

### Zeitschrift „informationen“
Seit 1976 gibt der Studienkreis Deutscher Widerstand die halbjährlich erscheinenden Zeitschrift „informationen“ heraus. Die als Informationsblatt für die Arbeit des Dokumentationsarchivs konzipierte Zeitschrift entwickelte sich über die Jahre zu einer wissenschaftlichen Publikation mit wechselnden thematischen Schwerpunkten. Grundsätze der Zeitschrift sind die Stichworte „Forschen – Erinnern – Vermitteln“, welche die gesamte Arbeit des Studienkreises bestimmen.
Einen regelmäßigen Bestandteil der „informationen“ stellen die biographischen Beiträge über das Leben und Wirken von Widerstandskämpfern dar. Neben erinnerungskulturellen Fragestellungen finden sich Beiträge zur Vermittlung von Geschichte sowie aktuelle Errichtungen von Museen oder Gedenkstätten in der Zeitschrift. Ausführliche Buchbesprechungen und die Vorstellung von Publikationen prägen, nach Besprechungen von Filmen und neuen Medien, des Weiteren die „informationen“. Seit Ende 2010 enthält die Zeitschrift eine Beilage für Lehrer, die „Materialien zur historisch-politischen Bildung“.

### „Gedenkorte Europa 1939–1945“
Das online verfügbare Gedenkorte-Portal des Studienkreises stellt Informationen zu Gedenkstätten in jenen Staaten Europas zur Verfügung, die im Zweiten Weltkrieg von deutschen Truppen besetzt waren. Die Informationen, Karten, Fotos, Kurzbiographien und Sachstichworte dienen dem Zweck, auf Orte aufmerksam machen, die an deutsche Kriegs- und Besatzungsverbrechen, an Lager und Deportationen, auch an den Widerstand gegen die deutsche Okkupation und deren Überwindung 1945 erinnern. Bisher sind über 2100 Gedenkorte in Frankreich, Griechenland, Italien und Litauen dargestellt (Stand: Juli 2017).

### Projekttage
Während der Projekttage können Schüler mehr über die soziale und politische Breite des Widerstands gegen den Nationalsozialismus in Erfahrung bringen. Hierbei ermöglicht die Auseinandersetzung und Beschäftigung mit Biographien von Widerstandskämpfern als exemplarische Lebensgeschichten die Möglichkeit, das Leben und Wirken im Widerstand nachzuvollziehen. Des Weiteren können die Teilnehmer einen Einblick in die Arbeitsweise innerhalb des Dokumentationsarchivs kennenlernen.

### Gespräche mit Überlebenden
Der Studienkreis vermittelt Kontakte zu Zeitzeugen, die sich beispielsweise für Gesprächsveranstaltungen, journalistische Beiträge oder zur Recherche für wissenschaftliche Arbeiten zur Verfügung stellen.

### Vorträge/Seminare/Tagungen
Der Studienkreis Deutscher Widerstand 1933–1945 bietet darüber hinaus in unregelmäßigen Abständen Vorträge, Lesungen, Tagungen oder Seminare an, bzw. stellt für solche Referenten zur Verfügung.

### Historische Stadtrundgänge
Auf Anfrage bietet der Studienkreis für Interessenten eine historische Stadtführung an. Die Orte des Frankfurter Widerstands und der Verfolgung werden hier beleuchtet.

### Praktika
Der Studienkreis bietet Studierenden sämtlicher geisteswissenschaftlicher Disziplinen die Möglichkeit, ein Praktikum in der Institution zu absolvieren. Hierbei erlangen die Praktikanten die Gelegenheit, die Arbeitsweise im Dokumentationsarchiv und Bibliothek kennenzulernen und sich praktisch an der Arbeit zu beteiligen.

## Publikationen
Der Studienkreis Deutscher Widerstand 1933–1945 publizierte mehrere Werke zu den Themenbereichen:
Heimatgeschichtliche Wegweiser
- Hessen I (Regierungsbezirk Darmstadt)[19]
- Hessen II (Regierungsbezirke Gießen und Kassel)
- Baden-Württemberg I (Regierungsbezirke Karlsruhe und Stuttgart)
- Baden-Württemberg II (Regierungsbezirke Freiburg und Tübingen)
- Bremen (Stadt Bremen, Bremen-Nord, Bremerhaven)
- Thüringen
- Niedersachsen
- Schleswig-Holstein
- Saarland

Weitere Publikationen des Studienkreises im Einzelnen:
- Studienkreis Deutscher Widerstand 1933–1945 (Hrsg.): Es lebe die Freiheit! Jugendliche gegen den Nationalsozialismus. Katalog zur Ausstellung. Frankfurt/Main 2011.
- Studienkreis Deutscher Widerstand 1933–1945 (Hrsg.): Kinder im KZ Theresienstadt – Zeichnungen, Gedichte, Texte. Katalog zur Ausstellung. Frankfurt/Main 2010.
- Studienkreis Deutscher Widerstand 1933–1945 (Hrsg.): Frankfurt am Main – Frauen KZ Ravensbrück – Lebensspuren verfolgter Frauen. Frankfurt/Main 2009.
- Hautval, Adelaide: Medizin gegen die Menschlichkeit. Die Weigerung einer nach Auschwitz deportierten Ärztin, an medizinischen Experimenten teilzunehmen. Berlin 2008.
- Studienkreis Deutscher Widerstand 1933–1945 (Hrsg.): Widerstand gegen den Nationalsozialismus. Perspektiven der Vermittlung. Frankfurt/Main 2007.
- Freyberg, Jutta v./Krause-Schmitt, Ursula: Moringen – Lichtenburg – Ravensbrück. Frauen im Konzentrationslager 1933–1945. Lesebuch zur Ausstellung. Frankfurt/Main 1997.
- Freyberg, Jutta v./Bromberger, Barbara/Mausbach, Hans: „Wir hatten andere Träume“. Kinder und Jugendliche unter der NS-Diktatur. Frankfurt/Main 1995.
- DGB-Bildungswerk Hessen/Studienkreis Deutscher Widerstand 1933–1945 (Hrsg.): Hessische Gewerkschafter im Widerstand 1933–1945. Bearb.: Axel Ulrich. Gießen 1983.
- Altmann, Peter/Brüdigam, Heinz/Mausbach-Bromberger, Barbara/Oppenheimer, Max: Der deutsche antifaschistische Widerstand 1933–1945 in Bildern und Dokumenten. Frankfurt/Main 1975.
- Weick, Edgar (Hrsg.): Deutscher Widerstand 1933–1945. Aspekte der Forschung und der Darstellung im Schulbuch. Heidelberg 1967.

## Auszeichnungen
- 2016: Verleihung des Michel-Vanderborght-Preises der Fédération Internationale des Résistants (FIR)[21]
- 2017: Verleihung des Hessischen Archivpreises 2017[22]
- 2024: Walter-Möller-Plakette der Stadt Frankfurt am Main[23]